# Guadalupe Victoria, Sochiapa
Guadalupe Victoria är en ort i Mexiko.   Den ligger i kommunen Sochiapa och delstaten Veracruz, i den sydöstra delen av landet, 230 km öster om huvudstaden Mexico City. Guadalupe Victoria ligger 1 110 meter över havet och antalet invånare är 432.
Terrängen runt Guadalupe Victoria är kuperad, och sluttar österut. Runt Guadalupe Victoria är det ganska tätbefolkat, med 248 invånare per kvadratkilometer. Närmaste större samhälle är Huatusco de Chicuellar, 6,0 km väster om Guadalupe Victoria. I omgivningarna runt Guadalupe Victoria växer i huvudsak städsegrön lövskog.